# Popocatépetl
Popocatépetl er en aktiv stratovulkan beliggende i delstaterne Puebla, Morelos og Mexico i det centrale Mexico. Det ligger i den østlige halvdel af det trans-mexicanske vulkanbælte. Med sine 5.393 m er det næsthøjeste bjerg i Mexico, efter Citlaltépetl (Pico de Orizaba) på 5.636 m.
Den er forbundet med tvillingevulkanen Iztaccihuatl mod nord med det høje bjergpas Paso de Cortés imellem dem. Nationalparken Parque Nacional Iztaccíhuatl-Popocatépetl, som de to vulkaner ligger i, er opkaldt efter dem.
Popocatépetl ligger 70 km sydøst for Mexico City, hvorfra den kan nogle gange ses, afhængigt af atmosfæriske forhold. Indtil for nylig var vulkanen en af tre bjerge i Mexico med gletsjere, de andre var Iztaccihuatl og Pico de Orizaba. I 1990'erne aftog gletsjerne som Glaciar Norte (Nordgletsjer) kraftigt i størrelse, dels på grund af højere temperaturer, og dels på grund af øget vulkansk aktivitet. I begyndelsen af 2001 var Popocatépetls gletsjere væk; der forblev is på vulkanen, men det havde ikke længere de karakteristiske træk ved gletsjere såsom sprækker.
Lava fra Popocatepetl har historisk set været overvejende andesit, men den har også udbrudt store mængder dacit. Magma produceret i den nuværende aktivitetscyklus har en tendens til at være en blanding af de to, hvor andesitterne er rige på magnesium.
Der er klostre fra begyndelsen af det 16. århundrede på bjergets skråninger som er på UNESCO's Verdensarvsliste.

## Navn
Navnet Popocatépetl kommer fra Nahuatl-ordene popōca "det ryger" og tepētl "bjerg", der betyder Rygende Bjerg. Vulkanen omtales også af mexicanere som El Popo. Det alternative kaldenavn Don Goyo kommer fra bjergets tilknytning til San Gregorio i regionens overleveringer, hvor "Goyo" er en kortform af Gregorio. Legenden siger, at en beboer i landsbyen Santiago Xalitzina 12 km fra vulkanen for mange år siden mødte en gammel mand på bjergets skråninger, som præsenterede sig selv som Gregorio Chino Popocatépetl. Gregorio var en personificering af vulkanens ånd, og kommunikerer med de lokale for at advare dem, hvis et udbrud er på vej. Hvert år den 12. marts, San Gregorios dag, bringer de lokale således blomster og mad til vulkanen for at fejre helgenen.

## Geologi
Stratovulkanen har et 400 m × 600 m bredt krater med stejle vægge. Den generelt symmetriske vulkan er afbrudt af den skarptoppede Ventorrillo i nordvest, som er en rest af en tidligere vulkan. Mindst tre tidligere store kegler blev ødelagt af tyngdekraften i løbet af pleistocæn, hvilket skabte massive lavaaflejringer, der dækkede store områder syd for vulkanen. Den nutidige vulkan blev dannet syd for El Fraile-keglen fra den sene pleistocæn til holocæn. Siden midten af holocæn har Popocatépetl haft tre store pliniske udbrud, hvoraf det seneste fandt sted omkring år 800 e.v.t, ledsaget af pyroklastiske strømme og store laharer, der dannede bassiner under vulkanen. 
Ifølge palæomagnetiske undersøgelser er vulkanen omkring 730.000 år gammel. Den er kegleformet med en diameter på 25 km ved grunden og en top på 5.450 m over havet. Krateret er elliptisk med en orientering i nordøst-sydvest-retning. Væggene i krateret varierer fra 600 til 840 m i højden. Popocatépetl er i øjeblikket aktiv efter at have været i dvale i omkring halvdelen af sidste århundrede. Aktiviteten steg i 1991, og siden 1993 er der konstant kommet røg ud af krateret.
 
Popocatépetl er en af de mest aktive vulkaner i Mexico og den mest berømte efter at have haft mere end 15 større udbrud siden spaniernes ankomst i 1519.